# WLE 0121–0123
Die normalspurige Tenderlokomotiven WLE 0121–0123 der Westfälischen Landes-Eisenbahn (WLE) waren bis 1971 bei der Privatbahn in Betrieb und wurden dann ausgemustert sowie verschrottet.

## Geschichte
Der Bau der Lokomotiven war erforderlich, als Mitte der 1930er Jahre der Güterverkehr bei der WLE stark anstieg. Die im Raum Beckum und Ennigerloh liegenden Zementwerke benötigten zur Anreicherung der hier vorkommenden Kalksteine größere Mengen von Zusatzmaterial aus den Steinbrüchen um Warstein. Diese Transporte konnten mit den bei der WLE vorhandenen Lokomotiven nicht mehr bewältigt werden.
Im Abstimmung mit dem Maschinentechnischen Büro der WLE entstanden bei den Borsig-Werken in Hennigsdorf 1937 zunächst zwei Lokomotiven, die die Betriebsnummern 121 und 122 erhielten. Eine gleiche Lokomotive wurde 1942 mit der Nummer 123 nachgeliefert.
Den Lokomotiven mussten für diese Transporte den Westfälischen Semmering zwischen Anröchte und Belecke mit Steigungen bis 20 ‰ und Kurvenradien bis 200 m Halbmesser bewältigen. Hier waren die Lokomotiven in der Lage, eine Last von 500 t mit einer Geschwindigkeit von 30 km/h zu befördern.
1950 wurden sie mit einer vierstelligen Nummer versehen und erhielten vor den bisherigen Nummern eine führende 0. Mit der Verdieselung ab Mitte der 1950er Jahre wurden die Fahrzeuge nach und nach ersetzt, da die WLE VL 0631–0633 die Leistungen übernahmen. Dennoch waren sie noch jahrelang im Einsatz.
Erst 1968 erfolgte die Verschrottung der 0121 und der 0123, nachdem sie 1966 untersuchungspflichtig abgestellt wurden. Die 0122 folgte drei Jahre später, wobei sie noch Sondereinsätze im Reisezugdienst abwickelte. 1971 wurde sie als letzte Dampflok der Gesellschaft verschrottet.

## Konstruktion
Die Lokomotiven wurden als Zweizylinderlokomotiven für Heißdampf entwickelt. Sie hatten eine kegelige Rauchkammertür. Während die gesamte Konstruktion in Schweißtechnik hergestellt wurde, waren die Wasserkästen genietet.
Der Kessel war eine geschweißte Stahlkonstruktion, ebenso wie die Feuerbüchse. Er besaß zwei Sicherheitsventile der Bauart Ackermann. Die Kesselspeisung wurde von einer Strahlpumpe Bauart Friedmann und einer Frischdampf-Strahlpumpe für je 250 l/min vorgenommen. Die Lok besaß Müller-Schieber.
Der in Schweißtechnik hergestellte Rahmen war als Barrenrahmen ausgeführt. Das Laufwerk war für gute Kurvenfahrt ausgerichtet: die 2. bis 4. Achse waren im Rahmen fest gelagert. Die 1. und 5. Achse waren mit einem Ausschlag von ±25 mm seitenverschiebbar ausgeführt. Die als Treibachse ausgeführte mittlere Antriebsachse hatte um 15 mm geschwächte Spurkränze. Die Lok besaß eine Radreifennäßeinrichtung. Die Laufachsen waren mit den angrenzenden Kuppelachsen als Krauss-Helmholtz-Lenkgestell verbunden.
Die Lokomotive besaß einen Sandkasten. Je Triebwerksseite konnten fünf Sandfallrohre pneumatisch gesteuert werden. Die Druckluft wurde von einer Doppelverbund-Luftpumpe Bauart Nielebock-Knorr erzeugt, mit der das Läutewerk und die tieftönige Dampfpfeife der Reichsbahn-Bauart betrieben wurden. Da die Lokomotiven sowohl für den Güter- als auch den Reisezugdienst vorgesehen waren, besaßen sie eine Dampfheizeinrichtung.